# New, Live & Rare
New, Live & Rare - The Video Collection 1984-2000 – zbiór wideoklipów  zespołu Deep Purple wydanych na DVD w roku 2000. W Polsce wydano ten zbiór na kasecie VHS.

## Lista utworów
1. "Perfect Strangers" (listopad 1984)
2. "Black Night" (Live Sydney grudzień 1984)
3. "Knockin' At Your Back Door" (grudzień 1984)
4. "Nobody's Home" (Live klip USA maj 1985)
5. "Gypsy's Kiss" (Live Paryż czerwiec 1985)
6. "Space Truckin'" (Live USA lipiec 1985)
7. "Bad Attitude" (styczeń 1987)
8. "Call Of The Wild" (styczeń 1987)
9. "Hush" (1988)
10. "King Of Dreams" (1990)
11. "Love Conquers All" (1990)
12. "Woman From Tokyo" (Live Seul marzec 1995)
13. "Purpendicular Walz" (Live Bombaj kwiecień 1995)
14. "Sometines I Feel Like Screaming" (klip 1996)
15. "Speed King" (Live Moskwa 1996)
16. "Fireball" (Live São Paulo marzec 1997)
17. "Blood Sucker" (Live USA styczeń 1998)
18. "No-one Came" (Live luty 1998)
19. "When A Blind Man Cries" (Live luty 1998)
20. "Lazy" (Live listopad 1998)
21. "Smoke On The Water" (Live 'Hey 'Hey It's Saturday kwiecień 1999)
22. "Ted The Mechanic" (Live Melbourne Park kwiecień 1999)
23. "'69" (Live Montreux Jazz Festival 2000)
24. "Fools" (Live Montreux Jazz Festival 2000)

bonus:
1. "Under The Gun" (listopad 1984)
2. Materiał studyjny ("Fire In The Basement" / "Fire, Ice & Dynamite" 1990)
3. "Hush" (Live - tournée w Australii)

## Wykonawcy
- Ian Gillan – śpiew
- Roger Glover – gitara basowa
- Steve Morse – gitara
- Ian Paice – perkusja, instrumenty perkusyjne
- Jon Lord – organy, instrumenty klawiszowe
- Joe Lynn Turner – śpiew
- Ritchie Blackmore – gitara